# 남슬라브족
남슬라브족은 슬라브 민족의 한 분파로, 남슬라브어군의 언어를 사용하는 민족의 통칭이다. 발칸반도와 알프스산맥 동부에 걸쳐 분포하여 루마니아, 헝가리, 오스트리아를 사이에 두고 다른 슬라브족 분포 지역과는 동떨어져 있다. 오늘날 불가리아, 북마케도니아, 세르비아, 몬테네그로, 크로아티아, 보스니아 헤르체고비나, 슬로베니아에서 주류 민족이고 인근 지역에도 상당수 거주하고 있는데, 슬라브족 분파 중 총 인구가 가장 적다.
남슬라브족은 기원과 종교의 다양성, 제후들의 상반된 야망으로 인해 상호 반목해 왔고 현대까지도 지방분권적이다.:200 20세기 동안 불가리아를 제외한 지역이 유고슬라비아라는 이름으로 정치적인 통합을 이루기도 했으나 20세기 말 유고슬라비아 해체에 따라 민족별로 여러 국가들이 갈라져 나왔다.

## 주민
남슬라브족은 언어뿐 아니라 종교, 국적, 역사 등 다양한 요인에 의해 분류된다. 언어적으로는 크게 동부의 불가리아인 및 마케도니아인과 서부의 세르보크로아트어 사용 민족 및 슬로베니아인으로 나뉜다.
- 동부
  - 불가리아인 (불가리아어, 정교회)
    - 포마크족(불가리아어, 이슬람교)

  - 마케도니아인 (마케도니아어, 정교회)
- 서부
  - 세르보크로아트어(이하 BCS) 관련 민족
    - 세르비아인(BCS, 정교회)
      - 고라인(BCS, 코소보 거주, 이슬람교)

    - 몬테네그로인(BCS, 정교회)
    - 보슈냐크인(BCS, 이슬람교)
    - 크로아티아인(BCS, 가톨릭)

  - 슬로베니아인(슬로베니아어, 가톨릭)

그러나 이러한 분류는 불명확한 부분이 많으므로, 여러 국가에서는 인구조사 시에 조사대상 스스로가 생각하는 정체성의 귀속을 묻는다. 역사적 이유로 보스니아인, 무슬리마니, 유고슬라브인와 같은 다양한 정체성도 공존한다.

## 같이 보기
- 유고슬라브인
- 동슬라브족
- 서슬라브족